# Дуополия
Дуопо́лия (от латинского: два и греческого: продаю) — ситуация, при которой имеются только два продавца определённого товара, не связанных между собой монополистическим соглашением о ценах, рынках сбыта, квотах и др. Данная ситуация теоретически была рассмотрена А. Курно в работе «Исследование математических принципов теории богатства» (1838). Теория Курно исходит из конкуренции и основана на том, что покупатели объявляют цены, а продавцы приспосабливают свой объём выпуска к данным ценам. Каждый дуополист оценивает функцию спроса на продукцию и затем устанавливает количество, предназначенное на продажу, при том допущении, что объём выпуска конкурента остаётся неизменным. Согласно Курно, дуополия занимает по объёму выпуска продукции промежуточное положение между полной монополией и свободной конкуренцией: по сравнению с монополией выпуск здесь несколько больше, а по сравнению с чистой конкуренцией — меньше.